# Бензин

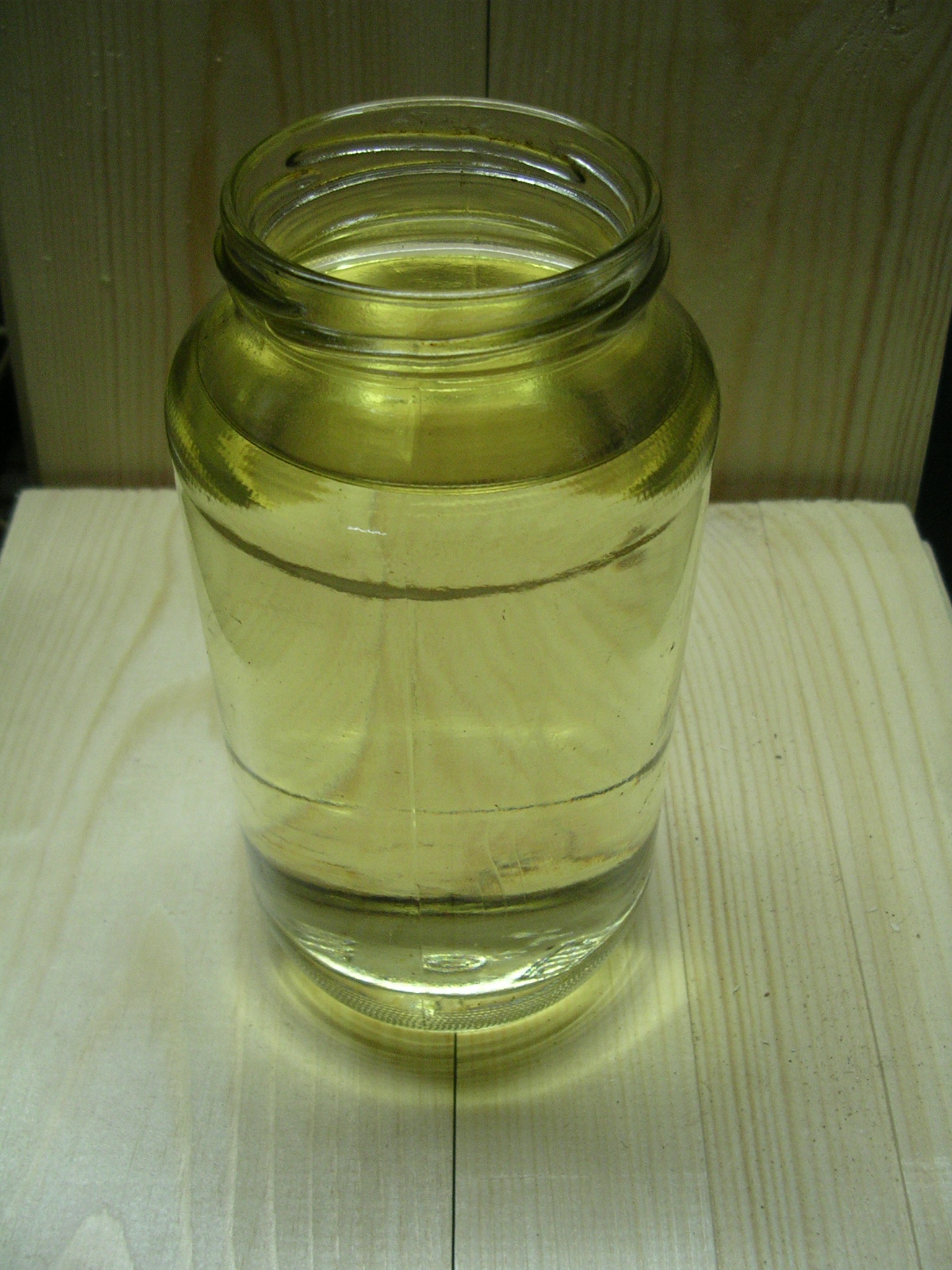
Бензин в стеклянной банке

Бензи́н — горючая смесь лёгких углеводородов с температурой кипения от +33 до +205 °C (в зависимости от примесей). Плотность около 0,71…0,76 г/см³. Теплотворная способность около 10 600 ккал/кг (44,4 МДж/кг, 32,7 МДж/литр). Температура замерзания около −60 °C в случае использования специальных присадок.
Бензины используются в качестве моторного топлива и сырья в промышленном органическом синтезе.

## Этимология
Данное слово французского происхождения (фр. Benzine) и означает «бензол». Последний является самостоятельным веществом, хотя и входит в состав бензина.

## Получение

### Получение базовых бензинов

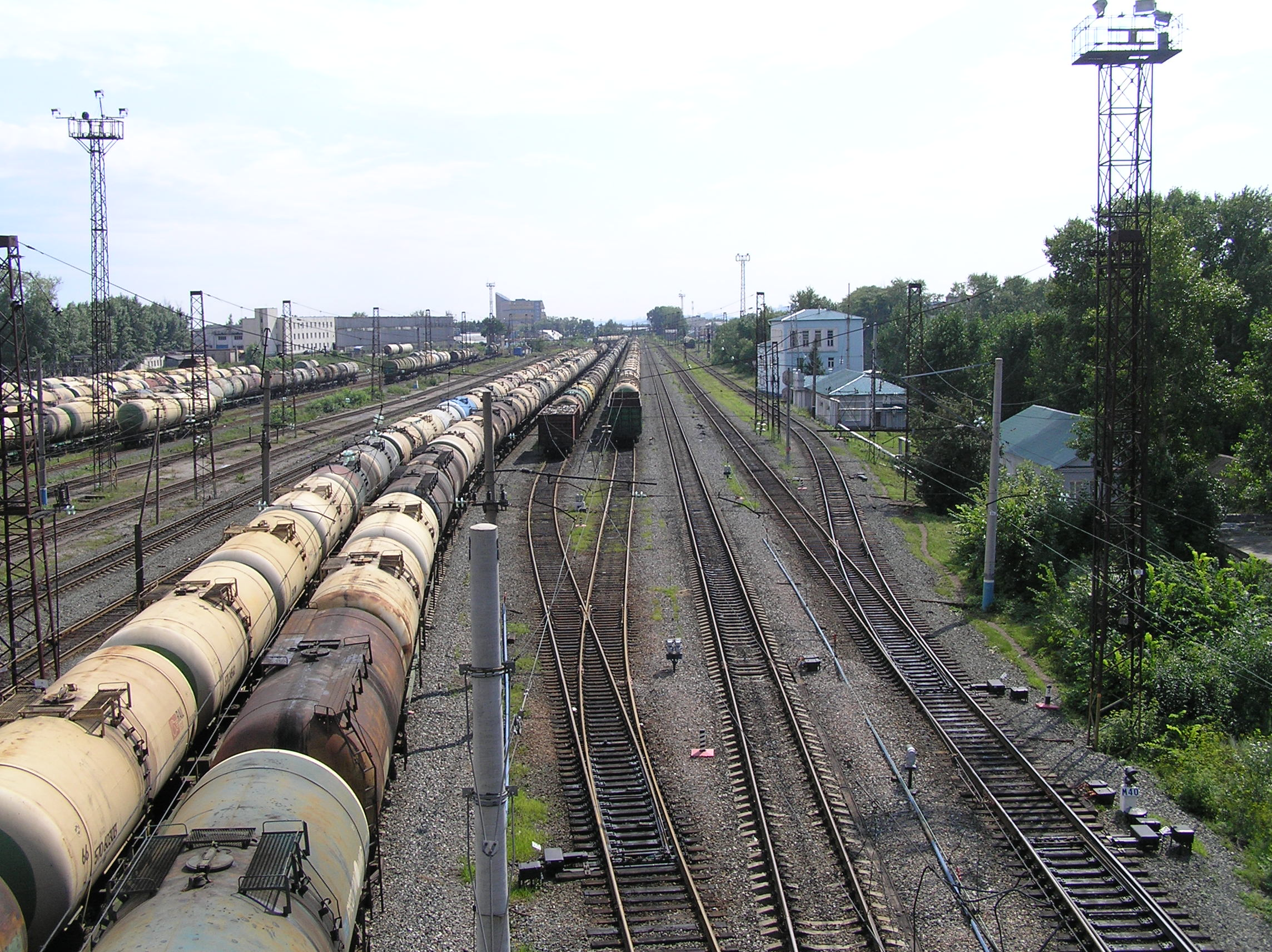
Вагоны-цистерны российских железных дорог (20) для перевозки бензина

#### Прямогонные бензины
Долгое время бензин получали путём ректификации (перегонки) и отбора фракций нефти, выкипающих в определённых температурных пределах (до 100 °C — бензин I сорта, до 110 °C — бензин специальный, до 130 °C — бензин II сорта). Однако общим свойством этих бензинов является низкое октановое число. Вообще получение прямогонных бензинов с октановым числом выше 65 по моторному методу редко и возможно лишь из нефти Азербайджана, Средней Азии, Краснодарского края и Сахалина. Однако даже для дистиллятов из этих нефтей характерно резкое понижение октанового числа с ростом температуры конца отбора. Поэтому всю бензиновую фракцию (конец кипения 180 °C) используют редко. Для нефтей Урало-Волжского бассейна, Казахстана, а также месторождений Западной Сибири характерно преобладание нормальных парафиновых углеводородов, поэтому прямогонные бензины из них характеризуются низкими октановыми числами. Это побудило нефтепереработчиков ещё в 1930-е годы отбирать фракцию до 90-95 °C, чтобы в неё не попадал н-гептан, либо включать в отбор более тяжёлые фракции с их последующей чёткой ректификацией для удаления нормальных парафинов. Подобная «денормализация» прямогонных бензинов позволяет довести октановое число до 74-76 пунктов с существенным, однако, снижением выхода целевого продукта. В настоящее время из нефтей отгоняют фракцию НК-180 °C, которую потом вторично делят на фракции НК-62 °C или НК-85 °C. Эти последние дистилляты используют как компоненты товарных бензинов либо направляют на облагораживание (изомеризацию).

#### Алкил-бензин
Алкил-бензин представляет собой смесь изомеров углеводородов С7 и С8 и получается в процессе алкилирования изобутана бутиленами. Алкил-бензин широко используется как компонент автомобильных и авиационных бензинов и обладает высоким ОЧИМ 90-93. Алкил-бензин можно получать, вовлекая в сырьё алкилирования пропилен и амилены.
Лидером по производству алкил-бензина являются США (более 40 млн т/год). В России производится менее 1 млн т/год алкил-бензина, что объясняется отсутствием ресурсов бутан-бутиленовой фракции, которую получают в процессе каталитического крекинга, не получившего широкого распространения в России. Кроме того, сам процесс алкилирования в России технически устарел и стал малоэффективным, что повлекло сжигание избытка сырья.
В первой половине XX века для повышения октанового числа начали применять крекинг и риформинг, которые преобразуют линейные цепочки нормальных алканов — основной составляющей прямогонного бензина — в разветвлённые алканы и ароматические соединения соответственно.

## История
В 1825 году английскому физику Майклу Фарадею после многочисленных опытов по возгонке сырой нефти получилось выделить одну из легких фракций - горючую смесь лёгких углеводородов - бензин. Так как эта нефть была привезена из одной из стран Малой Азии, то первоначально ей было дано арабское название «яванское благовоние» или «благовонное вещество».

### 1910-е годы
Во время раннего развития бензиновых двигателей самолёты летали на автомобильном топливе, так как специальные авиационные бензины для них ещё не были разработаны. Эти ранние виды топлива назывались «прямозаводящимися» бензинами и являлись побочными продуктами дистилляции сырой нефти при производстве керосина, который тогда использовался в качестве топлива для керосиновых ламп. Производство бензина не превосходило производство керосина до 1916 года. Ранние бензины были продуктом дистилляции сырой нефти и не содержали продуктов переработки или другого сырья. Формула таких бензинов была неизвестна, а качество очень зависело от сырой нефти, которая добывалась в разных областях, в различных смесях и с разным коэффициентом. Основной характеристикой бензина был удельный вес по шкале Боме, а позже — летучесть (способность выпускать газ), определяющаяся точкой кипения, которая стала основной характеристикой для производителей бензина. Ранние бензины, созданные из восточной нефти, имели довольно высокий результат по шкале Боме (от 65 до 80) и назывались «Pensilvania High test» или просто «High test».
В 1910 году увеличение объёма производства автомобилей и увеличение потребления бензина привели к увеличенному спросу на него. В то же время развитие электрических сетей привело к уменьшению спроса на керосин и, соответственно, вызвало проблему с поставками. Случилось так, что нефтяная промышленность попала в ловушку: перепроизводство керосина и недостаточное производство бензина не могли изменить коэффициент обоих продуктов, производимых из нефти. Решение этой проблемы было найдено в 1911 году, когда развитие процесса Бертена привело к термальному крекингу сырой нефти, выработка бензина из тяжелых углеводородов увеличилась. Также произошло расширение иностранных рынков сбыта, куда поставлялся керосин, больше не пользующийся спросом на внутреннем рынке. Тогда существовало мнение, что эти новые крекинговые бензины не имеют вредного воздействия. Также существовала практика смешивания легких и тяжелых растворов, которая привела к тому, что такие бензины начали называть «смешанными».
Постепенно такое качество бензина, как летучесть, превзошло тест Боме. В июне 1917 года компания Стэндарт Ойл (самый крупный в то время нефтепереработчик в США) объявила, что самым главным качеством бензина является его летучесть. Было подсчитано, что октановый рейтинг бензина составляет от 40 до 60 октанов, иногда достигая от 50 до 65 октанов.
До вступления США в Первую мировую войну их европейские союзники использовали топливо, произведенное из сырой нефти, которую добывали на Борнео, Яве и Суматре. Оно обеспечивало удовлетворительное функционирование боевых самолётов. После вступления в Первую мировую войну в апреле 1917 США стали главным поставщиком бензина. Спустя некоторое время было выявлено, что двигатели стали функционировать хуже, а топливо, которое использовалось для автомобилей, является неподходящим для самолётов. После потери определённого числа боевых единиц особое внимание было уделено качеству топлива. Последующие тестовые полеты, проведенные в 1937 году, показали, что снижение октанового числа на 13 пунктов (от 100 до 87) снижает производительность двигателя на 20 % и увеличивает расстояние взлета на 45 %.

### США 1918—1929
С 1917 по 1919 год использование топлива с термическим крекингом увеличилось вдвое. Также резко возросло использование натурального бензина. В это время во многих штатах были введены спецификации для моторного топлива, но ни одна из них не была согласована, а также не являлась удовлетворяющей той или иной точке зрения. Производители топлива начали специфицировать ненасыщенный материальный коэффициент (продукты с термальным крекингом вызывали гуммирование и во время использования, и во время хранения, а ненасыщенные углеводороды были более реактивными и содержали больше нечистот, что приводило к гуммированию). В 1922 году Правительство Соединенных Штатов опубликовало первую официальную спецификацию авиационного бензина. Для авиационного бензина вывели две оценки: «Боевая» и «Домашняя». Они зависели от точки кипения, цвета, содержания серы и теста на выделение смол. Тест на выделение смол привел к тому, что топливо с термическим крекингом больше не использовалось. Авиационное топливо вернулось к фракционным прямогонным бензинам, к смешанным прямогонным или к переработанным бензинам с термальным крегингом. Такой ситуация оставалась до 1929 года.
Автомобильная промышленность отреагировала на увеличенный спрос на бензин с термальным крегингом с тревогой. Процесс термального крекинга выделял большое количество моно- и диолефинов с возрастающим риском гуммирования. Также уменьшалась летучесть бензина до точки, когда бензин не испарялся, прилипая к свечам зажигания, прирастая к ним, из-за чего двигатель тяжело заводился и хуже работал.
Поскольку производители автомобилей были очень недовольны последовательным снижением качества топлива, они предложили ввести стандарты качества для поставщиков топлива. Производители топлива, в свою очередь, обвинили производителей автомобилей в том, что они прикладывают мало усилий для повышения экономичности автомобилей. Этот спор известен, как «Проблема топлива». Враждебность между этими двумя отраслями росла, каждый обвинял другого в том, что они не предпринимают достаточных усилий для решения проблемы. Выход был найден только тогда, когда Американский институт нефти созвал конференцию, целью которой было решение «Проблемы топлива», и в 1920 году был создан Объединённый комитет по исследованию топлива. Помимо представителей двух отраслей, Общество автомобильных инженеров сыграло свою роль вместе с Американским бюро стандартов, которое было выбрано для проведения беспристрастных исследований. В большинстве своем исследования касались проблем летучести топлива, потребления топлива, легкости зажигания, разжижения топлива в картере и ускорения.

### Споры об этилированном бензине 1924—1925
В связи с увеличившимся использованием бензинов термического крекинга возникла озабоченность проблемой «ненормального сгорания». Начались исследования антидетонационных добавок. Во второй половине 1910-х А. Х. Гибсон, Харри Рикардо, Томас Мидгли-младший и Томас Бойд начали исследовать ненормальное сгорание. В начале 1916 года Чарльз Ф. Кетеринг начал исследовать добавки, основываясь на двух путях: «высокопроцентные» (куда в большом количестве добавлялся этанол) и «низкопроцентные», (для которых достаточно было 2-4 граммов на галлон). Исследование «низкопроцентных» привело к открытию тетраэтилсвинца в декабре 1921 года, продукта исследования Мидгли и Бойда. Благодаря этому открытию появился цикл улучшений качества бензина, что совпало с широкомасштабным развитием производства по переработке нефти. Кетеринг запатентовал тетраэтилсвинец и начал продвигать его среди других возможных решений.
Опасность использования свинца была уже доказана, Кеттеринг напрямую был предупрежден Робертом Уилсоном, Рейдом Хантом из Гарварда, Янделлом Хендерсоном из Йеля и Чарльзом Краусом из немецкого Института в Потсдаме об опасности его использования. Краус работал с тетраэтилсвинцом уже много лет и называл его «ползучим злым ядом», который убил одного из членов комиссии его диссертации. 27 октября 1924 года газеты рассказали по всей стране об отравлении свинцом рабочих на нефтеперерабатывающем заводе возле Элизабет, штата Нью Джерси. К 30 октября потери уже составляли 5 человек. В ноябре Рабочая комиссия в Нью-Джерси закрыла нефтеперерабатывающий завод в Бэйвее. Затем этот случай расследовался по предъявленным обвинениям судом присяжных, но к февралю 1925 года наказания не последовало. Бензины, содержащие свинец, были запрещены к использованию в Нью-Йорке, Филадельфии и Нью-Джерси. Дженерал Моторс, Дюпонт и Стандарт Ойл, которые были партнёрами в Этил корпорэйшин, компании, созданной для производства тетраэтилсвинца, заявили, что альтернативы этилированному бензину, который обеспечивает эффективность работы двигателя и предупреждает стук в двигателе, не существует.

### Вторая мировая война

#### Германия
Нефть и продукты её переработки, особенно высокооктановый авиационный бензин, являлись одним из основных ресурсов, позволявших Германии вести войну. Фактически весь авиационный бензин изготавливался в Германии на заводах по синтезу нефти, он гидрогенезировался из угля и угольных смол. Этот способ был изобретен в 1930-х для того, чтобы добиться независимости от поставок топлива. В то время существовало 2 сорта топлива: В-4 или голубого сорта и С-3 или зелёного, которые составляли 3 четверти от общего производства. В-4 был равен 89-октановому топливу, а С-3 приблизительно соответствовал 100-октановому американскому. Захваченные союзниками немецкие самолёты дали возможность произвести анализ топлива, союзники узнали, какой бензин производится в Германии, и это породило октановую гонку, целью которой было получить преимущество в функционировании боевых машин. В дальнейшем в течение войны С-3 был улучшен и равнялся американскому 150-октановому топливу.

#### США
В начале 1944 года Президент Американского института нефти и председатель Военного совета нефтяной промышленности сказал: «Союзники, может быть, приплыли к победе на волне нефти в Первой Мировой войне, но в этой, безусловно, более масштабной Второй Мировой войне мы несемся к победе на крыльях топлива». В декабре 1941 года у США было 385 000 функционирующих скважин, производящих 1,4 миллиарда баррелей нефти в год, 100-октановый авиационный бензин производился с запасом 40 000 баррелей в день. К 1944 году Соединенные Штаты производили 1,5 миллиарда баррелей в год (67 % от мировой доли), нефтяная промышленность получила 122 завода по производству 100-октанового авиационного бензина с мощностью 400 000 баррелей в день, с ростом производства более чем в 10 раз.

### СССР
В СССР существовали разные марки автомобильного бензина, имевшие следующие названия: А-56, А-66, А-70, А-72, А-74, А-76, АИ-93, АИ-95 он же «Экстра», а также Б-70 (авиационный бензин). Первая литера обозначала, для какого транспортного средства предназначен бензин, число обозначало октан. Бензины А-56 и А-66, А-70, а позднее - А-72, предназначались для автомобилей с нижнеклапанными двигателями, выпускавшимися в 1930—1960-е годы. Бензины А-74, позднее - А-76 и АИ-93 для автомобилей с верхнеклапанными двигателями, выпускавшимися в 1960—1980-е годы. Бензин АИ-95 был в основном для иномарок или правительственных лимузинов ЗИЛ и Чайка. Литера «И» в марках АИ-93 и АИ-95 обозначала, что октановое число рассчитано по исследовательскому методу. После распада СССР в 1990-е годы бензин А-76 был заменен на марку АИ-80, а АИ-93 - на АИ-92. К началу 1980-х годов прекратилось производство бензина А-66, а спустя, примерно, десятилетие, - и А-72.

## Повышение качества автомобильного бензина
В первую очередь, не следует путать качество и марку, определяемую по октановому числу: бензин более низких марок, например, А-76, не обязательно является менее качественным, чем высокооктановый, он просто рассчитан на иные условия работы. Прежде всего — меньшую степень сжатия в двигателе и меньшие рабочие обороты двигателя вследствие меньшей скорости полного испарения и сгорания. На низкооктановом топливе невозможно построить лёгкий и высокооборотистый двигатель. Поэтому старые двигатели, работавшие на бензинах эпохи А-66, при обычной для сегодняшнего дня мощности в ~100 лс могли иметь объём до 5 литров, максимальные обороты в 4-6 тысяч и массу в 250-350кг (вдвое больше современного высокооборотного аналога).
Также нет оснований считать, что А-76 является более вредным для окружающей среды, если он сгорает полностью и в оптимальных условиях. Но обеспечить эти условия для низкооктанового топлива сложнее — оно содержит меньше легкоиспаряемых компонентов, а давление в начале цикла (сжатие) для него ниже. Инжекторы и, особенно, карбюраторы производят топливную взвесь, состоящую из капель разного размера (т. н. аэрозоль). Большинство этих капель не успевает полностью испариться до начала рабочего цикла и в течение цикла они уже не горят (и не отдают двигателю энергию), а либо выбрасываются в атмосферу несгоревшими, либо догорают уже в выхлопной трубе при атмосферном давлении и с образованием большего количества вредных соединений. Чтобы они эффективно испарялись и уже в виде газа смешивались с воздухом в цилиндре (что и обеспечивает полное сгорание топлива), применяют различные ухищрения. Например, распыление бензина на горячее донце поршня или впускной клапан, вихревое закручивание взвеси в цилиндре (капли за счёт центробежных сил оседают на горячие стенки цилиндров и там быстро испаряются), использование форсирующих камер и сеток (т. н. форкамерные двигатели) и т. п. Таким образом, конструкция двигателя влияет на экологичность выхлопа намного сильнее, чем марка бензина.
Однако, в случае равных условий, чем сильнее сжимается топливо в двигателе в начале цикла, тем более полно оно сгорает, а максимальная степень сжатия напрямую зависит от марки топлива (чем выше октановое число, тем сильнее возможно сжатие).
Повысить качество автомобильных бензинов можно за счёт следующих мероприятий:
- отказ от использования соединений свинца, вредных и для двигателя, и для обслуживающего персонала;
- снижения содержания в бензине серы до 0,05 %, а в перспективе - до 0,003 %;
- снижения содержания в бензине ароматических углеводородов до 45 %, а в перспективе — до 35 %;
- нормирования концентрации фактических смол в бензинах на месте применения на уровне не более 5 мг на 100 см³;
- деления бензинов по фракционному составу и давлению насыщенных паров на 8 классов с учётом сезона эксплуатации автомобилей и температуры окружающей среды, характерной для конкретной климатической зоны. Наличие классов позволяет выпускать бензин со свойствами, оптимальными для реальных температур окружающего воздуха, что обеспечивает работу двигателей без образования паровых пробок при температурах воздуха до +60 °С, а также гарантирует высокую испаряемость бензинов и лёгкий пуск двигателя при температурах ниже −35 °С;
- введения моющих присадок, не допускающих загрязнения и осмоления деталей топливной аппаратуры.

Наиболее массовые в прошлом отечественные бензины А-76, АИ-93 (ГОСТ 2084-77) и АИ-92 (ТУ 38.001165-97) не отвечают перечисленным требованиям по содержанию свинца (для этилированных бензинов), массовой доли серы, отсутствию регламентации содержания бензола и моющих присадок. Эти марки давно не производятся. В настоящее время в России производятся и поставляются на бензоколонки неэтилированные топливные бензины, соответствующие техническому регламенту Таможенного союза ТР ТС 013/2011.

## Применение

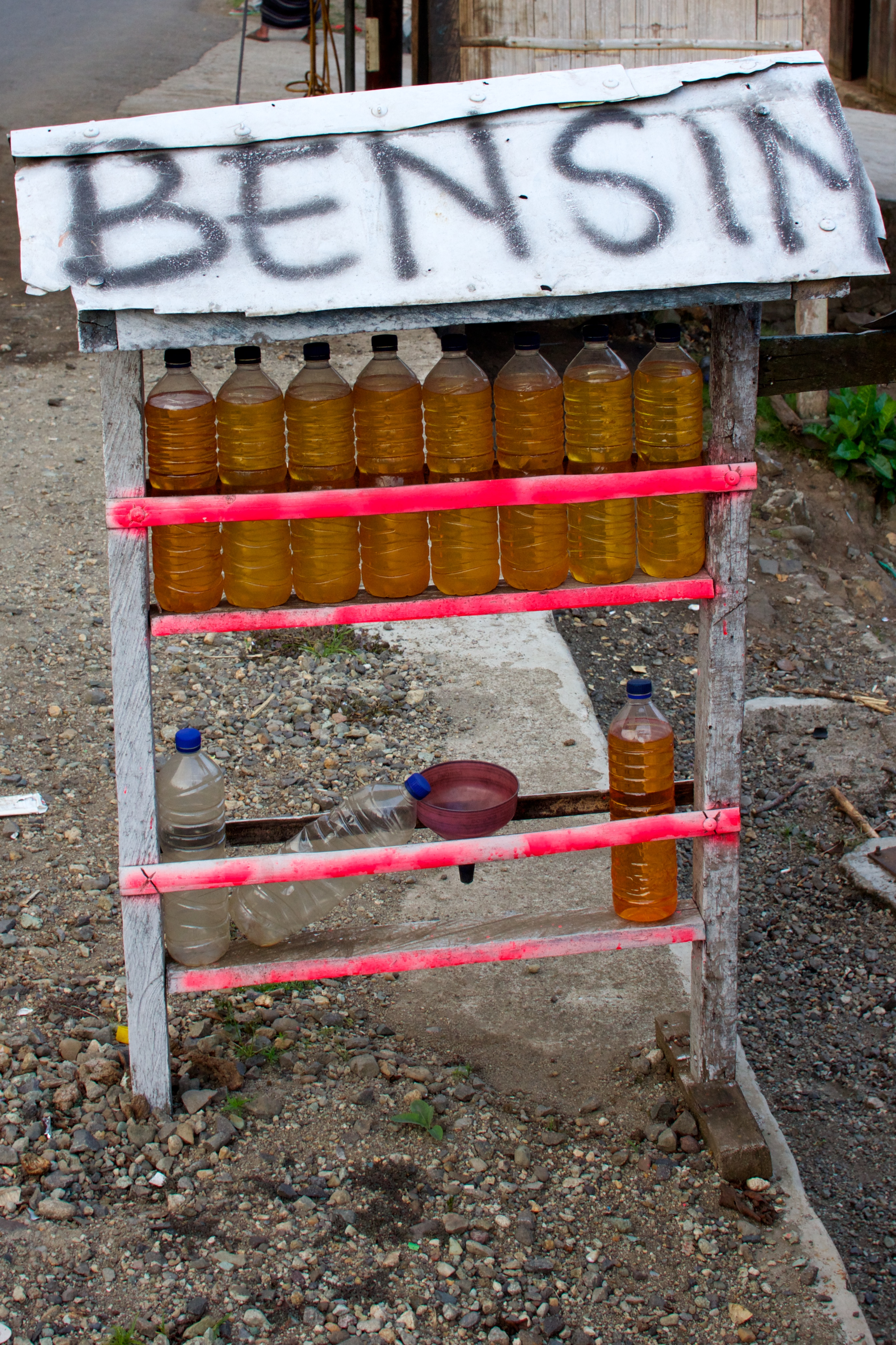
Продажа бензина в Индонезии

В конце XIX века единственным способом применения бензина было использование его в качестве антисептического средства, средства для чистки (например, тонких кружев) и топлива для примусов (использование керосина в качестве топлива для примусов было категорически запрещено ввиду пожарной опасности, с этой целью ограничивалась снизу температура кипения керосина). В основном из нефти отгоняли только керосин, а всё остальное утилизировали. После появления двигателя внутреннего сгорания, работающего по циклу Отто, бензин стал одним из главных продуктов нефтепереработки. Однако по мере распространения дизельных двигателей на первый план стало выходить дизельное топливо, благодаря более высокому КПД.
Бензин применяется как топливо для карбюраторных и инжекторных двигателей, высокоимпульсное ракетное топливо (Синтин), при производстве парафина, как растворитель, как горючий материал, сырьё для нефтехимии прямогонный бензин или бензин газовый стабильный (БГС).

## Разновидности бензина

### Автомобильные бензины
В России автомобильные бензины выпускаются по ГОСТ 2084-77, ГОСТ Р 51105-97 и ГОСТ Р 51866-2002, а также по ТУ 0251-001-12150839-2015 «Бензин АИ 92, 95 (Альтернативный)».
Автомобильные бензины подразделяются на летние и зимние (в зимних бензинах содержится больше низкокипящих углеводородов).
Автомобильные бензины, использовавшиеся в СССР:
- А-56 — с октановым числом не менее 56; выпускался до начала 1960-х годов.
- А-66 — с октановым числом не менее 66, для двигателей со степенью сжатия до 6,5; выпускался до начала 1980-х годов.
- А-72 — с октановым числом не менее 72, для двигателей со степенью сжатия 6,5 — 7,0; выпускался до начала 1990-х годов.
- А-74 — с октановым числом не менее 74, для двигателей автомобилей высокого класса.
- А-76 — с октановым числом не менее 76, для двигателей со степенью сжатия свыше 7,0; в конце 1990-х заменен на бензин марки АИ-80.
- АИ-93 — с октановым числом по исследовательскому методу не менее 93; в конце 1990-х заменен на бензин марки АИ-92.

Основные марки автомобильных бензинов по ГОСТ 32513-2013:
- АИ-80 — с октановым числом по исследовательскому методу не менее 80.
- АИ-92 — с октановым числом по исследовательскому методу не менее 92; для двигателей со степенью сжатия до 10,5.
- АИ-95 — с октановым числом по исследовательскому методу не менее 95; для двигателей со степенью сжатия 10,5-12.
- АИ-98 — с октановым числом по исследовательскому методу не менее 98; для двигателей со степенью сжатия 12-14.
- АИ-100, 101, 102 — с октановым числом по исследовательскому методу, соответственно, не менее 100, 101, 102. Выпускаются по СТ.

#### Маркировка автомобильных бензинов

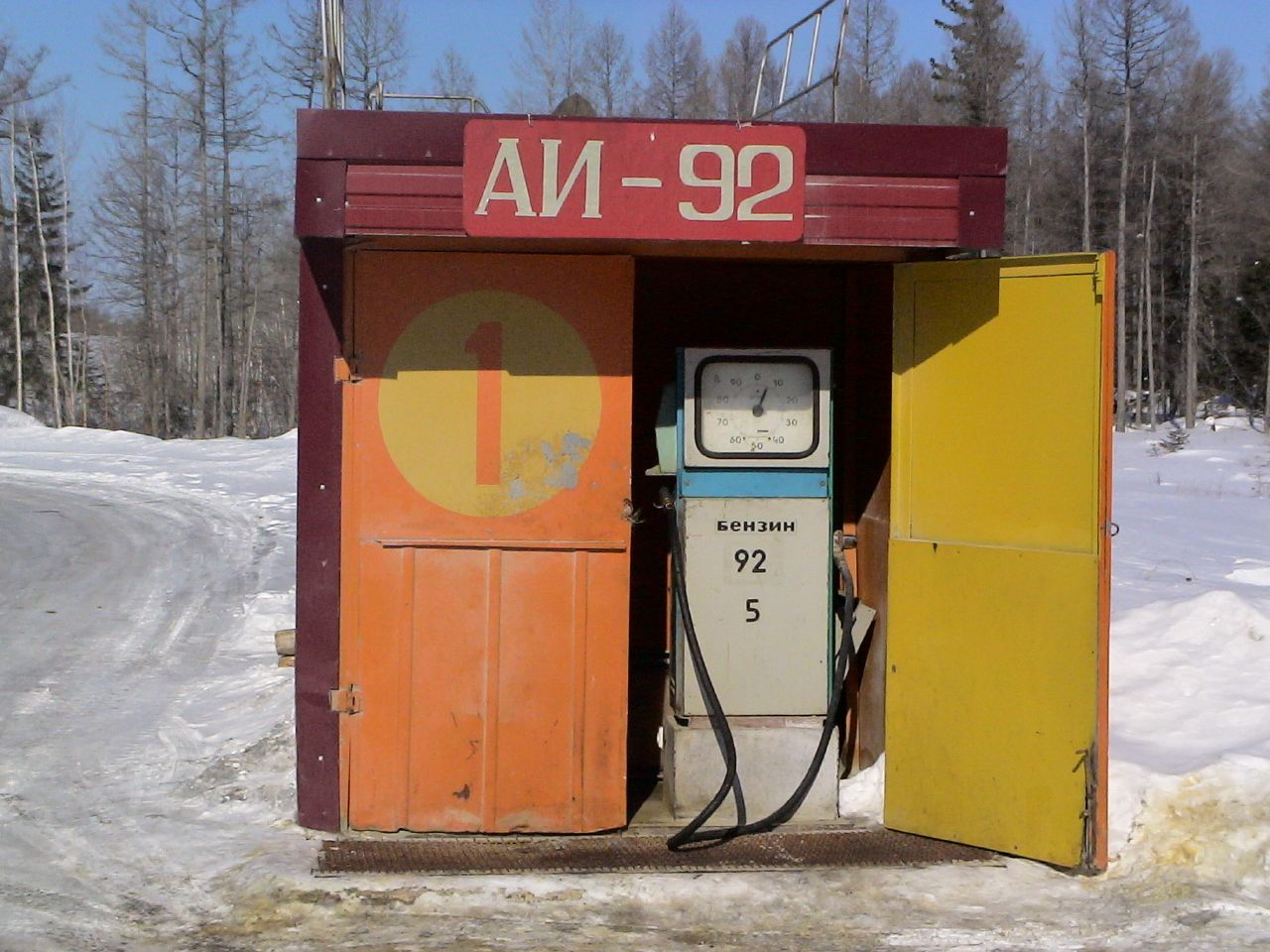
Бензоколонка с бензином марки АИ-92 в российской глубинке

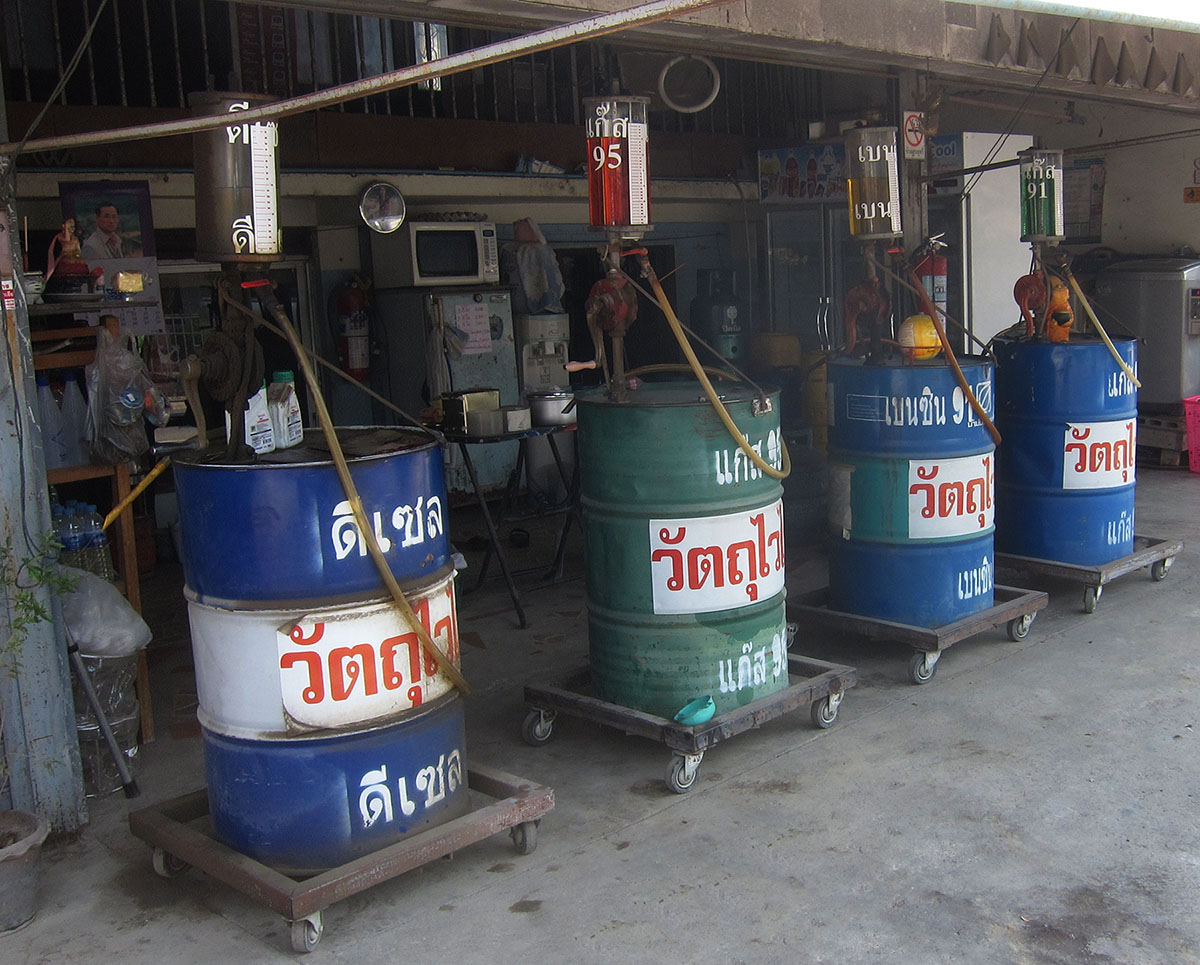
Бензины разных марок на АЗС в Таиланде. Заправка производится вручную из бочек в связи с проблемой электроснабжения

В России и странах Таможенного союза маркировка нефтепродуктов регулируется Техническим регламентом Таможенного союза ТР ТС 013/2011 «О требованиях к автомобильному и авиационному бензину, дизельному и судовому топливу, топливу для реактивных двигателей и мазуту» (с изменениями на 19 декабря 2019 года)
Согласно ТР ТС, автомобильные бензины маркируются тремя группами знаков, разделёнными дефисом;
1.1. Первая группа: буквы АИ, кодирующие автомобильный бензин.
1.2. Вторая группа: цифровое обозначение октанового числа автомобильного бензина (80, 92, 93, 95, 96, 98 и др.), определённого исследовательским методом.
1.3. Третья группа: символы К2, К3, К4, К5, обозначающие экологический класс автомобильного  бензина (требования, установленные к классам, фактически соответствуют Европейскому стандарту «Евро»).
Пример.
«АИ-92-К5» расшифровывается как бензин автомобильный с октановым числом не менее 92, измеренным исследовательским методом, соответствующий пятому экологическому классу.
При розничной реализации автомобильного бензина и дизельного топлива информация о наименовании, марке топлива, в том числе об экологическом классе, должна быть размещена в местах, доступных для потребителей. На топливно-раздаточном оборудовании размещается и в кассовых чеках отражается информация о марке топлива.
Согласно п. 7.4. ТР ТС 013/2011, выпуск в обращение и обращение дизельного топлива экологического класса К4 допускается на территории России до 31 декабря 2015 г. (сроки введения запрета были перенесены на 1 июля 2016 г.) и на данный момент всё выпускаемое и реализуемое топливо должно соответствовать экологическому классу К5.
Поскольку с 2003 года в России официально прекращено производство вредного этилированного бензина, то все бензины считаются неэтилированными, и данный факт в маркировке никак не отображается.
В США используют «октановый индекс», вычисляемый по формуле «моторный» плюс «исследовательский», делённый на два. По этому параметру американский бензин 87 соответствует российскому АИ-92, бензин 89 соответствует АИ-93, а бензин 91 соответствует АИ-95.

#### Физико-химические и эксплуатационные показатели автомобильных бензинов
Автомобильные бензины должны изготавливаться в соответствии с требованиями ГОСТ Р 51313-99 «Бензины автомобильные. Общие технические требования» (этот ГОСТ утратил свою силу) по технологической документации, утверждённой в установленном порядке.
При проведении экспертизы бензина различных марок используются следующие показатели:
- Октановое число;
- Фракционный состав;
- Концентрация серы;
- Процентное соотношение углеводородов;
- Бензольная составляющая;
- Кислосодержащие соединения и др.

Для каждой марки бензина должны соблюдаться конкретные показатели топлива.
Физико-химические и эксплуатационные показатели автомобильных бензинов.
| Наименование показателя                             | Нормаль-80           | Регуляр-92           | Премиум-95           | Экстра-98            | Супер-95+ |
| --------------------------------------------------- | -------------------- | -------------------- | -------------------- | -------------------- | --------- |
| ОЧММ                                                | 76                   | 83                   | 85                   | 88                   |           |
| ОЧИМ                                                | 80                   | 92                   | 95                   | 98                   |           |
| Концентрация Pb, г/л, не более                      | 0,01                 | 0,01                 | 0,01                 | 0,01                 |           |
| Концентрация Mn, мг/л, не более                     | 50                   | нет                  | нет                  | нет                  |           |
| Концентрация фактических смол, мг/100 см³, не более | 5                    | 5                    | 5                    | 5                    |           |
| Индукционный период бензина, мин, не менее          | 360                  | 360                  | 360                  | 360                  |           |
| Массовая доля серы, %, не более                     | 0,05                 | 0,05                 | 0,05                 | 0,05                 |           |
| Объёмная доля бензола, %, не более                  | 5                    | 5                    | 5                    | 5                    |           |
| Испытания на медной пластине                        | Выдерживает, класс 1 | Выдерживает, класс 1 | Выдерживает, класс 1 | Выдерживает, класс 1 |           |
| Внешний вид                                         | Чистый, прозрачный   | Чистый, прозрачный   | Чистый, прозрачный   | Чистый, прозрачный   |           |
| Плотность при 15 °C                                 | 700-750              | 725-780              | 725-780              | 725-780              |           |

### Авиационные бензины
Авиационный бензин отличается от автомобильного более высокими требованиями к качеству, обычно содержит тетраэтилсвинец и имеет более высокое октановое число (что характеризует его детонационную стойкость на бедной смеси) и подразделяется по «сортности» (что характеризует его детонационную стойкость на богатой смеси).
Для авиабензина основными показателями качества являются:
- детонационная стойкость (определяет пригодность бензина к применению в двигателях с высокой степенью сжатия рабочей смеси без возникновения детонационного сгорания)
- фракционный состав (говорит об испаряемости бензина, что необходимо для определения его способности к образованию рабочей топливовоздушной смеси; характеризуется диапазонами температур выкипания (40—180 °С) и давлений насыщенных паров (29—48 кПа))
- химическая стабильность (способность противостоять изменениям химического состава при хранении, транспортировке и применении)

Основной способ производства авиационных бензинов — прямая перегонка нефти, каталитический крекинг или риформинг без добавки или с добавкой высококачественных компонентов, этиловой жидкости и различных присадок.
Классификация авиационных бензинов основывается на их антидетонационных свойствах, выраженных в октановых числах и в единицах сортности. Сорта российских авиационных бензинов маркируются по ГОСТ 1012-72, как правило, дробью: в числителе — октановое число или сортность на бедной смеси, в знаменателе — сортность на богатой смеси, например, Б-91/115 и Б-95/130. Встречается маркировка авиационных бензинов и по одним октановым числам, например, Б-70 (изготовляется по ТУ 38.101913-82) и Б-92 (изготовляется по ТУ 38.401-58-47-92).
Бензины Б-91/115, Б-95/130 и Б-92 этилированные, а бензин Б-70 — нет (он используется в основном как растворитель).

### Бензины-растворители
Нашли применение узкие легкокипящие продукты каталитического риформинга (Нефрас С2-80/120 по ГОСТ 26377-84, бензин-растворитель для резиновой промышленности БР-2 по ГОСТ 443-76) или прямой перегонки малосернистой нефти (Нефрас С3-80/120 по ГОСТ 26377-84, бензин-растворитель для резиновой промышленности БР-1 «Галоша» по ГОСТ 443-76) в качестве растворителя для приготовления резиновых клеев, (Нефрас С-50/170) при производстве печатных красок, мастик; для обезжиривания электрооборудования, тканей, кожи, поверхностей металлов перед нанесением металлических покрытий; для промывки подшипников, арматуры перед консервацией, в производстве искусственного меха; для изготовления быстросохнущих масляных красок и электроизоляционных лаков; для извлечения канифоли из древесины, приготовления спирто-бензиновой смеси для промывки печатных плат в электротехническом производстве.
Экстракционные бензины прямой перегонки малосернистой нефти (Нефрас С3-70/95) применяются для экстракции растительных масел, извлечения жира из костей, никотина из махорочного листа, как растворитель в резиновой и лакокрасочной промышленности.
Малосернистый деароматизированный экстракционный бензин (Нефрас С2-70/85) применяется для выработки масел в районах с жарким климатом (высокой испаряемостью).
Получаемый из рафината каталитического риформинга бензин растворитель (Нефрас С3-105/130), содержащий в основном парафиновые углеводороды линейного и изомерного строения, производится специально для лесохимической промышленности и применяется для извлечения канифоли из древесной щепы, иногда при приготовлении резиновых клеев и лаковых рецептур типографских красок.
Узкую фракцию прямой перегонки (температура кипения 110—185 °C) (озокеритовый растворитель) применяют для экстракции озокерита из руд.
Широкое применение получил Нефрас С 50/170 по ГОСТ 8505-80 (широкая фракция прямой перегонки малосернистой нефти или рафината каталитического риформинга) в качестве растворителя при производстве искусственных кож, для химической чистки тканей, промывки деталей перед ремонтом, для смывания с деталей противокоррозийных покрытий и др.
Ксилольный рафинат каталитического риформинга и толуола с содержанием ароматики до 30 % — Нефрас САР применяется при производстве монолитных конденсаторов.
Особенно распространён бензин-растворитель для лакокрасочной промышленности — Уайт-спирит. он же — Нефрас С4-155/200 узкой фракции прямой перегонки сернистой нефти, близок по свойствам и применяется так же, как и уайт-спирит, однако содержит больше серы и имеет более резкий запах.
В народе бензины-растворители бытового применения часто называют «Галоша», путая и смешивая наименование продуктов Нефрас С2-80/120 и Нефрас С3-80/120, схожего по составу с БР1, имевшего товарное наименование «Галоша».

### Нафта (бензины для нефтехимии)
Лигроин (иначе — нафта) представляет собой фракцию нефти с пределами выкипания до 180 градусов Цельсия, состоит преимущественно из нормальных парафинов С5-С9. Получают прямой перегонкой нефти с добавлением небольшого количества вторичных фракций. Применяется как сырьё пиролиза для получения этилена на нефтехимических предприятиях, для блендинга и для экспорта. В РФ известны следующие товарные названия таких нефтепродуктов:
- Бензин газовый стабильный (БГС);
- Бензин для химической промышленности;
- Бензин прямогонный (БП);
- Дистиллят газового конденсата лёгкий (ДГКл);
- Прочие продукты-аналоги.

## Производство, потребление и экспорт из СНГ

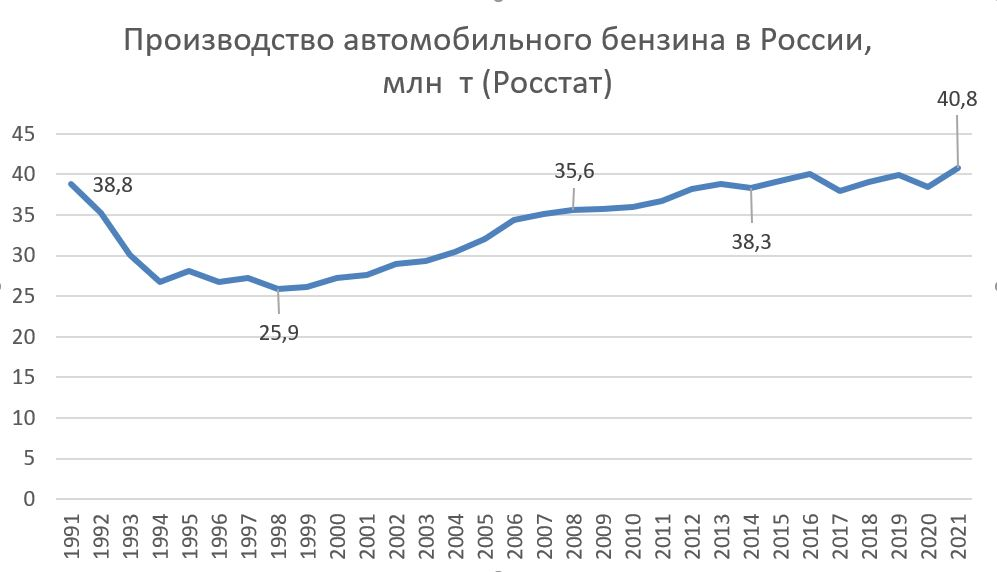
Динамика производства бензина в Российской Федерации в 1991—2021 годах, в млн тонн

В структуре производства на 2000-е (35 млн т) основную долю занимает АИ-92 — около 18 млн т (51 %), АИ-80 — около 10 млн т (29 %), на АИ-95 приходится до 4 млн т (11 %), прямогонный бензин около 3 млн т (8 %), на АИ-98 приходится меньше процента всего производства. В том числе производство МТБЭ составляет около 700 тыс. т.
На 2007 год внутреннее потребление бензина в стране составляет около 29 млн т в год, рост потребления, несмотря на существенный рост автомобильного парка (8 %), составляет около 1,5 % в год. Структура потребления повторяет структуру производства с меньшими долями экспортных прямогонного и 80-го бензинов: АИ-92 — 62 %, АИ-80 — 24 %, АИ-95 — 14 %. Причём прирост потребления отмечается прежде всего за счёт высокооктановых (АИ-95) бензинов, происходит постепенное замещение ими низкооктановых. Основным потребителем АИ-80 является грузовой, малотоннажный и внутригородской пассажирский транспорт.
Значительную часть экспорта составляет полуфабрикатный прямогонный, а также бензин марки АИ-80 экспортный.
- В 2005 году 5,9 млн тонн бензина на 2,5 млрд долл.[26]
- В 2006 году 6,3 млн тонн — на 3,4 млрд долл.[27]
- В 2007 году 5,9 млн тонн — на 3,4 млрд долл.[28]

## Влияние на здоровье человека
Бензин, использующийся в двигателях внутреннего сгорания, оказывает влияние на окружающую среду и является источником выбросов углекислого газа на планете. Он может проникать в окружающую среду как в виде жидкостей, так и в виде пара во время утечки, а также производства, транспортировки и доставки (например, из резервуаров для хранения). В качестве примера можно упомянуть подземные резервуары, которые используются для предотвращения таких утечек. Бензин содержит бензол и другие канцерогены.

### Токсикология бензина
Бензин — токсичное вещество. В соответствии с ГОСТом 12.1.007-76 бензин является токсичным малоопасным химическим веществом по степени воздействия на человеческий организм, 4-го класса опасности. В больших концентрациях бензин обладает наркотическим и общетоксичным действиями. Рекомендуемая ПДК для бензина в воздухе составляет 300 мг/м³.

### Общетоксическое действие паров бензина на человека
Вдыхание паров бензина может быть опасным для человека, может вызывать острые и хронические отравления.
При вдыхании небольших концентраций паров бензина наблюдаются симптомы, похожие на алкогольную интоксикацию: психическое возбуждение, эйфория, головокружение, тошнота, слабость, рвота, покраснение кожных покровов, учащение пульса. В более тяжёлых случаях могут отмечаться галлюцинации, обморочные состояния, судороги, повышенная температура. В некоторых случаях наблюдается изменение цвета сетчатки глаза. Бензин вызывает зависимость.

### Хроническоеотравление
Хроническое отравление высокими дозами бензином выражается, в основном, в повышенной раздражительности, головокружении, поражении печени и ослаблении сердечной деятельности.
Попадание высоких концентраций бензина в лёгкие, при засасывании его в шланг, используемый как сифон с целью слива из бака, может привести к развитию так называемой «бензиновой пневмонии»: появляются боли в боку, одышка, кашель с ржавой мокротой, повышение температуры.
При попадании больших количеств бензина внутрь организма появляются обильная и повторная рвота, головная боль, боли в животе, жидкий стул. Иногда отмечаются увеличение печени и её болезненность, желтушность склер.
Продукция опасна при аспирации — рвотные массы могут попасть в дыхательные пути.

### Бензиновая токсикомания
Бензиновая токсикомания заключается во вдыхании паров бензина с целью получения непродолжительного опьянения. Чаще всего бензиновая токсикомания встречается у подростков. Однако в последнее время она стала серьёзной проблемой среди австралийских аборигенов.
При бензиновой токсикомании быстро развивается зависимость, которая ведёт к тяжёлым поражениям центральной нервной системы, психоорганическому синдрому, необратимому падению интеллекта, влекущему за собой инвалидизацию.